# Miina Härma
Miina Härma   (Kõrveküla, 9 de febrer de 1864 - Tartu, 16 de novembre de 1941)  va ser una compositora estoniana. Va ser la segona música estoniana amb estudis superiors.
La seva aportació més gran és potser el fet que va portar la música d'orgue al camp, ja que pràcticament cap organista qualificat no feia concerts fora de les ciutats.
Durant els seus 60 anys de carrera creativa, va escriure més de 200 cançons corals, 10 cavatines, un cant, Kalev i Linda i molt més. Va compondre principalment música vocal.

## Biografia
Härma va néixer Miina Hermann el 1864 a Kõrveküla, Livònia, Imperi Rus, filla d'un professor local i la seva dona. A la família hi havia set fills. Els seus dos pares tenien una educació musical.
Härma va començar a aprendre música pel seu compte amb un petit orgue que li va comprar el seu pare. Quan tenia 15 anys,  va començar a estudiar amb KA Hermann, que li va donar classes tant de composició musical com de piano. El 1883, Härma va ingressar al Conservatori de Sant Petersburg com a únic estudiant d'orgue aquell any. Es va graduar el 1890, però va continuar vivint a Sant Petersburg perquè era molt difícil trobar feina a les governacions del Bàltic. El 1894 va tenir lloc el cinquè Festival de la Cançó d'Estònia, que va donar lloc a la formació del propi cor de Härma.

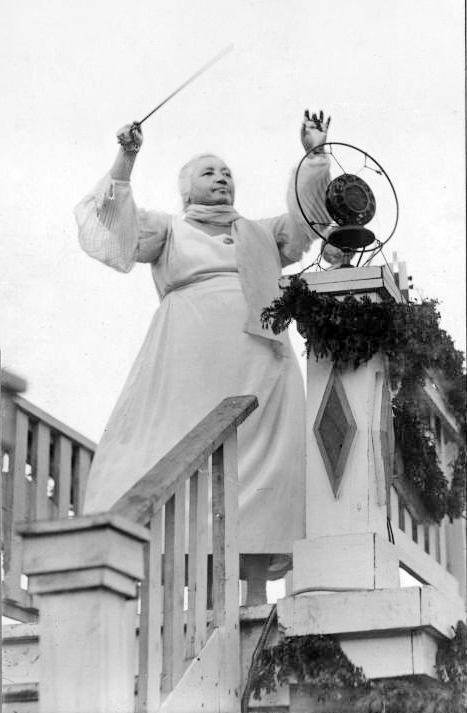
Miina Härma dirigint al IX Festival de la Cançó d'Estònia a Tallinn el 1928

El 1903, quan els problemes financers la van aclaparar, Härma es va traslladar a Kronstadt, governació de Sant Petersburg. Va haver d'abandonar la ciutat l'any 1915 a causa de l'inici de la Primera Guerra Mundial, ja que cap civil no hi podia romandre.
Malgrat que la música s'havia desenvolupat ràpidament a Tartu, encara era difícil trobar feina com a professor de música, ja que gairebé no hi havia estudiants a causa de la guerra. El 1917, Härma es va convertir en professora de música en una escola que ara és el gimnàs Miina Härma.
Härma va morir el 16 de novembre de 1941 a Tartu. Està enterrada al cementiri de Raadi.